# Langton Long Blandford
Langton Long Blandford – wieś w Anglii, w Dorset, w dystrykcie (unitary authority) Dorset. W 2001 wieś liczyła 147 mieszkańców.